# الرياضة عند العرب
معظم الشعوب قد تركت ورائها ما يبين لنا عن تاريخها الكثير مثل آثار الفراعنة في مصر القديمة والقائمة حتى الآن وشعب الإغريق واسبرطة واثينا والرومان وغيرها، اما الشعوب العربية القديمة نظرا لطبيعة معيشتها من قبائل رحل وراء العشب والخصب والمطر وقلما استقروا في مكان.
و لا شك قد مارسوا الرياضة والتربية البدنية كانت لديهم سلوكاً فطرياً، فالعربي القديم قوي البنية لديه عشق وجلد في الترحال وما يصحب ذلك من مشي وهرولة وصعود وهبوط تلال وأودية حاملاً متاعة أو باحثاً عن الماء والكلأ.
- الفروسية: يعتبر العرب أول من مارس الفروسية فنبي الله إسماعيل ابن إبراهيم عليهما الصلاة والسلام أول من ركب الفرس وكان في حينها وحشاً يخافون منه في البرية وأنتقلت الفروسية من العرب إلى غيرهم، وسلالة الفرس العربي الأصيل من أفضل السلالات حتى الآن.
- سباق الأبل (الهجن): ركب العرب الأبل قبل دخول وكانت لهم فيها هوايات رياضية بالأضافة إلى أهميتها في قضاء حوائجهم ونقل زادهم في إقامتهم وسفرهم، وقد أقاموا بينهما السباقات في مواسهم وأسواقهم وتقام حتى الآن سباقات الهجن في المملكة العربية السعودية.
- المصارعة: مارسها العرب لأظهار القوة والغلبة وكانت تعمل لها حلقات بالأسواق.
- المصارعة بالسيف: قد تفوق فيها فتيان العرب لأنها صورة من صور القتال عند لقاء العدو وكانو يتبارون معاً لأظهار المهارة والقوة والدهاء.
- سباق الجري: تعتبر السباقات في الجري بين الفتيان والكبار من الرياضات القديمة لأظهار المهارة والخفة والسرعة، وقد تسابق العرب قبل وبعد الأسلام على الأقدام وكانت تحدد مسافات السباق وطرق تحديد الفازين مع منحهم حوافز أو جوائز تشجيعية.
- الرماية: تعتبر مهارة بدنية قديمة وقد أهتم بها العرب ووضعوا لها الأسس والقواعد وطرق التدريب لجميع أنواعها من رمي بالرماح والسهام والقوس والنبال والحراب.
- الصيد: وقد أشهر وخاصة أمرائهم وأعيانهم برحلات الصيد وأقتفاء أثار الحيوانات والطيور وصيدها.[1]

و للنشاط البدني أهمية في ظروف الحياة الحديثة:
نظراً لظروف الحياة العصرية فقد قل النشاط البدني للأنسان نتيجة للتطور التكنولوجي الهائل الذي أدى إلى تقليل الكثير من الأعمال البدنية التي كان يقوم بها الأنسان من قبل وممارسة الرياضة تعمل على الوقاية من الأمراض، فالمرض هو أختلال في الوظائف الطبيعية الفسيولوجية أو أكثر من أعضاء الجسم، فأنه يمكن القول أن الأنتظام في ممارسة النشاط البدني يؤدي إلى رفع الكفاءة الوظيفية لأعضاء الجسم المختلفة مما يؤدي إلى زيادة المناعة ضد الأختلال الوظيفي أو المرض.
الرياضة عند العرب في الجاهلية وصدر الإسلام
وضع هذا الكتاب الدكتور «أمين الساعاتي» وجعله في أربعة أبواب، حملت العنوانات الآتية: نشأة التربية الرياضية وتعريفها. الرياضة في العصر الجاهلي. الرياضة في صدر الإسلام. نظرة آنيّة للرياضة.
يقول الساعاتي (ص43): «مازال تاريخ الرياضة عند عرب شبه الجزيرة يعلوه جليد كثيف من النسيان، فالحضارات العربية التي ظهرت في جنوب شبه الجزيرة العربية وشمالها لا بدّ أنها تحتفظ لنفسها بتاريخ مديد من الحركة الرياضية. إلا إنّ المظاهر الأثرية، وكذلك الباحثين في علم الآثار والحضارات لم يعطوا هذا الجانب من نشاط العرب أي اهتمام. وبذلك لم يوفّروا المعلومات الباليوغرافية والأركيولوجية الكفيلة بتجسيد مظاهر النشاط الرياضي في تلك الحضارات».
ويشير الساعاتي (ص44) إلى أنّ الحياة العربية قبل الإسلام كانت ذات طبيعة رياضية، لأكثر من سبب ومعطى واقعي، فيقول: «أخذ العربي يمارس أنواعاً من النشاط الرياضي على سليقته وطبيعته، فقد فرضت حياة الترحال ممارسة العدو والصيد والرمي والفروسية، ليس بهدف الرياضة، وإنما لمواجهة متطلبات الحياة النشطة التي كان يحياها العرب. كان عليه أن يتعلّم الرمي، من أجل أن يدافع عن عرينه. وكان لا بدّ أن يجري وراء فريسته بين الفيافي والقفار، فتعلّم العدو. وكان لا بدّ أن يتعلّم الفروسية لكي يواجه الغازين ويشنّ الغزوات. ولقد فرّخت هذه المهاراتُ مهارات رياضية أخرى؛ فقد أعطاه الرمي قوة التقنين، وأعطاه العدو قوة الجسم والعزيمة، وأعطته الفروسية قوة التحمّل والصبر والطموح. وبهذا بلغ العربي أهداف التربية المعاصرة، رغم أنه لم يستهدفها لذاتها».
والساعاتي (ص48) في معرض ملاحظته ما أدّته أسواق العرب من أدوار متعدّدة، يقول: «كان للعرب قبل الإسلام أسواق مشهورة، كسوق عكاظ وسوق مجنّة وسوق ذي المجاز، وقد نظّمت هذه الأسواق سنوياً بهدف إيقاف الحروب بين القبائل والفخوذ، وممارسة التجارة والرياضة أيضاً، وإلقاء الخطب والشعر من قبَل فحول الشعراء في ذلك الوقت.. فسوق عكاظ كان نشاطه الرياضي هو العدو»، على سبيل المثال، بينما كانت الثقافة أهمّ أغراض أسواق أخرى، على ما نحو ما استمرّت عليه في فترات لاحقة، بعد ظهور الإسلام.
ولدى حديثه (ص63) عن فرسان العرب، يقول: «لم ترسم فروسية العرب إبّان العصر الجاهلي إطاراً يحدّدها ونظاماً يرعاها ويرسم بطولتها وشروطاً تصريحية لأبطالها وفرسانها، وإنما كانت مساجلات مرهونة بين فارس وفارس حتى الموت، أو حتى الانكفاء والتسليم، نهاية الجولة. ولذلك فإن تاريخ الفروسية قبل الإسلام خلوٌ من التنظيم على عكس الفروسية في الإسلام».
والملاحظة التي تفرض نفسها هنا، وأستحسن الإشارة إليها، هي أنّ ضآلة المعلومات عن الفترة التي سبقت الإسلام في موضوع إطار الفروسية والنظام الذي يرعاها، هي سبب حكم الدكتور أمين الساعاتي هنا، وليس انعدام ذلك، بدليل ما ذكره هو من توافر هذين المعطيين في الفترة الإسلامية اللاحقة، التي تشير المصادر والمراجع المتوافرة إلى أنها لم تشهد أيّ «انقلابات جذرية» في استخدام الخيول والجِمال وحيوانات الركوب الأخرى لأغراض الحرب والتنقّل حتى التحميل والجرّ.
وهذا يعني أنني أرى أنّ نظام الفروسية قبل الإسلامي قد استمرّ بعد ظهور الإسلام، واكتسب بالتدرّج تعديلات متلاحقة فرضتها ظروف الحياة الجديدة ومعطياتها، ولاسيما مع زيادة أعداد الفرسان واتساع رقعة البلاد التي قصدوها، بعد عشر سنوات أو ثلاث عشرة سنة من ظهور الإسلام وانقضاء الفترة المكّية.
فالتطوّر الحقيقي والمهمّ الذي حصل في التنظيم وتعهّد الفرسان والخيول، حدث بعد الهجرة إلى «يثرب ـ المدينة» وتشكيل السرايا الإسلامية المقاتلة، وتشريع اقتسام الغنائم وعوائد الحروب، إضافةً إلى انضمام المقاتلين الجدد، واعتبار الحرب مهمّة دينية وعملاً احترافياً، يتطلّبان التنظيم والملاءمة، على نحو ما يظهر من كلام الساعاتي نفسه في مواضع أخرى.
ويشير الدكتور الساعاتي (ص71) إلى وجود عملي لرياضات لم تحظَ بالاهتمام الكافي بعد، منها المصارعة. ويذهب إلى القول: إنه «لم تكن الفروسية هي الرياضة العربية الوحيدة كما شاع في الأذهان». 
إذ مارس العرب قبل الإسلام «أضراباً مختلفة من أنواع الرياضة، منها ما هو في مستوى الاحتراف ومنه ما هو في مستوى الهواية، رغم أنّ الهواية والاحتراف لم يكن لهما ذكر في ذلك الوقت. فالفروسية والصيد والرمي رياضاتٌ ارتفعت إلى مستوى الاحتراف، فالعربي الصغير يجب أن يحترف هذه الرياضات، يجب أن يروّض نفسه عليها منذ حداثته. فهي مدرسته الأولى ـ بعد المنزل ـ في الحياة. وتجيء الألعاب الأخرى كالمصارعة والمقارعة بالسيوف والرَّبْع وما إلى ذلك بعدها؛ وهي في ذلك تشبه الهواية إلى حدّ ما.. وكان للمصارعة أهمية خاصة تكمل بها الفروسية، فإذا أصيب الفرس بسهام العدوّ، اضطر الأبطال إلى الاشتباك بالأيدي، وهو ما يقال عنه في عصرنا الحاضر (المحاربة بالسلاح الأبيض)، وهنا تكمن أهمية المصارعة ودورها الكبير في التغليب والانتصار».
ومن الرياضات التي يتحدث عنها الساعاتي (ص73) عند العرب أيضاً: سباقات الإبل والخيول، والربع أو رفع الأثقال، فيقول عن هذه الأخيرة: «الربع اسمٌ عربي قديم للعبة رفع الأثقال المعروفة في عالمنا اليوم، وكان العرب يستخدمون الأحجار الضخمة المتفاوتة المقاسات ليقيموا المباريات بين بطل وآخر. وكان (الربع) يستخدم في معرفة وتقييم الفرسان، ومازال اصطلاحاً شائعاً في رفع الأثقال حتى اليوم».
كما يتحدث الساعاتي (ص74) عن رياضات: المقارعة بالسيف والمشي والعَدْو، قبل الإسلام، ثم ينتقل إلى الحديث عنها في صدره، ولاسيما عن: الفروسية والرمي والصيد والعرضة.